# Косовец (Болгария)
Косовец (болг. Косовец) — село в Болгарии. Находится в Бургасской области, входит в общину Поморие. Население составляет 224 человека.

## Политическая ситуация
В местном кметстве Косовец, в состав которого входит Косовец, должность кмета (старосты) исполняет Шемши Селим Али (Движение за права и свободы (ДПС)) по результатам выборов правления кметства.
Кмет (мэр) общины Поморие — Петыр Георгиев Златанов (независимый) по результатам выборов в правление общины.